# Babiana fimbriata
Babiana fimbriata är en irisväxtart som först beskrevs av Friedrich Wilhelm Klatt, och fick sitt nu gällande namn av John Gilbert Baker. Babiana fimbriata ingår i släktet Babiana och familjen irisväxter. Inga underarter finns listade i Catalogue of Life.